# C. M. Hallard
C. M. Hallard (1865 – 1942) foi um ator britânico da era do cinema mudo. Em 1895, ele atuou na peça Trilby, com Herbert Beerbohm Tree, no Haymarket Theatre.

## Filmografia selecionada
- Mrs. Thompson (1919)
- Her Story (1920)
- Love in the Wilderness (1920)
- The Case of Lady Camber (1920)
- The Pauper Millionaire (1922)
- Carry On (1927)
- A Light Woman (1928)
- Compromising Daphne (1930)